# 2017 ve filmu
Toto je seznam filmů, jejichž premiéra se uskutečnila v roce 2017.

## České filmy
- 8 hlav šílenství (česko-slovenský film, režie: Marta Nováková)
- Absence blízkosti (režie: Josef Tuka)
- Bába z ledu (režie: Bohdan Sláma)
- Bajkeři (režie: Martin Kopp)
- Camino na kolečkách (dokumentární film, režie: Eva Toulová)
- Čára (slovensko-ukrajinsko-český film, režie: Peter Bebjak)
- Černý Petr (režie: Miloš Forman, obnovená premiéra)
- Červená (česko-slovenský dokumentární film, režie: Olga Sommerová)
- Díra v hlavě (slovensko-český film, režie: Robert Kirchhoff)
- H*art on (dokumentární film, režie: Andrea Culková)
- Hans Zimmer v Praze (britsko-český dokumentární hudební film, režie: Tim Van Someren)
- Hranice práce (dokumentární film, režie: Apolena Rychlíková)
- Hurvínek a kouzelné muzeum (animovaný film, režie: Martin Kotík a Inna Jevlannikova)
- Jako z filmu (režie: Tomáš Svoboda)
- Jmenuji se Hladový Bizon (česko-slovenský dokumentární film, režie: Pavel Jurda)
- Krkonoše (dokumentární film, režie: Viktor Kuna)
- Křižáček (režie: Václav Kadrnka)
- Kvarteto (režie: Miroslav Krobot)
- Lajka (animovaný film, režie: Aurel Klimt)
- Máma z basy (dokumentární film, režie: Veronika Jonášová)
- Mečiar (slovensko-český dokumentární film, režie: Tereza Nvotová)
- Milada (režie: David Mrnka)
- Miluji tě modře (režie: Miloslav Šmídmajer)
- Motorband: Restart (dokumentární film, režie: Miloslav Levek)
- Muzzikanti (režie: Dušan Rapoš)
- Nechte zpívat Mišíka (dokumentární film, režie: Jitka Němcová)
- Nejsledovanější (dokumentární film, režie: Jiří Sádek)
- Nepřesaditelný! (dokumentární film, režie: Igor Chaun)
- Nerodič (dokumentární film, režie: Jana Počtová)
- Out (slovensko-maďarsko-český film, režie: György Kristóf)
- Pátá loď (slovensko-český film, režie: Iveta Grófová)
- Po strništi bos (česko-slovensko-dánský film, režie: Jan Svěrák)
- Přání k mání (režie: Vít Karas)
- Přes kosti mrtvých (polsko-česko-německo-švédsko-slovenský film, režie: Agnieszka Hollandová)
- Sama (dokumentární film, režie: Otakar Faifr)
- Sbohem děcáku (dokumentární film, režie: Hana Ludvíková)
- Selský rozum (dokumentární film, režie: Vít Janeček, Zuzana Piussi)
- Skokan (režie: Petr Václav)
- Slepý Gulliver (dokumentární film, režie: Martin Ryšavý)
- Strnadovi (dokumentární film, režie: Helena Třeštíková)
- Svět podle Daliborka (dokumentární film, režie: Vít Klusák)
- Špalíček (obnovená premiéra animovaného československého filmu z roku 1947, režie: Jiří Trnka)
- Špína (česko-slovenský film, režie: Tereza Nvotová)
- Špindl (režie: Milan Cieslar)
- Špunti na vodě (režie: Jiří Chlumský)
- Tehdy spolu (režie: Marta Santovjáková Gerlíková, Jiří Novotný)
- Úkryt v zoo (americko-česko-britský film, režie: Niki Caro)
- Universum Brdečka (dokumentární film, režie: Miroslav Janek)
- Vánoční svatba sněhuláka Karla (krátký animovaný film, režie: Petr Vodička)
- Všechno nebo nic (česko-slovenský film, režie: Marta Ferencová)
- Zahradnictví: Rodinný přítel (česko-slovensko-polský film, režie: Jan Hřebejk)
- Zahradnictví: Dezertér (česko-slovensko-polský film, režie: Jan Hřebejk)
- Zahradnictví: Nápadník (česko-slovensko-polský film, režie: Jan Hřebejk)
- Ze soboty na neděli (obnovená premiéra československého filmu z roku 1931, režie: Gustav Machatý)
- Zkrátka kraťas (pásmo krátkých filmů z různých zemí)

## Zahraniční filmy

### Leden – březen
| Premiéra    | Premiéra | Název                                      | Režie                                                         | Studio | Žánr                                           | Země                                      | Zdroj         |
| ----------- | -------- | ------------------------------------------ | ------------------------------------------------------------- | --- | ---------------------------------------------- | ----------------------------------------- | ------------- |
| L E D E N   | 2        | The Sense of an Ending                     | Ritesh Batra                                                  | CBS Films / Lionsgate                                                                                         | drama                                          | USA                                       | [ 1 ] [ 2 ]   |
| L E D E N   | 5        | xXx: Návrat Xandera Cage                   | D. J. Caruso                                                  | Paramount Pictures / Revolution Studios                                                                       | akční, dobrodružný                             | USA, Dominikánská republika               | [ 3 ] [ 4 ]   |
| L E D E N   | 6        | Arsenal                                    | Steven C. Miller                                              | Lionsgate Premiere                                                                                            | akční, kriminální, thriller                    | USA                                       | [ 5 ] [ 6 ]   |
| L E D E N   | 7        | Everybody Loves Somebody                   | Catalina Aguilar Mastretta                                    | Pantelion Films                                                                                               | romantický, komedie                            | Mexiko                                    | [ 7 ]         |
| L E D E N   | 13       | Skryté zlo                                 | Stacy Title                                                   | STX Entertainment                                                                                             | horor                                          | USA                                       | [ 8 ]         |
| L E D E N   | 13       | Hra o všechno                              | Baran bo Odar                                                 | Open Road Films                                                                                               | akční, thriller                                | USA                                       | [ 9 ] [ 10 ]  |
| L E D E N   | 19       | The Little Hours                           | Jeff Baena                                                    | Gunpowder & Sky                                                                                               | komedie                                        | USA                                       | [ 11 ] [ 12 ] |
| L E D E N   | 19       | An Inconvenient Sequel: Truth to Power     | Bonni Cohen                                                   | Paramount Pictures / Participant Media                                                                        | dokumentární                                   | USA                                       | [ 13 ]        |
| L E D E N   | 19       | I Don't Feel at Home in This World Anymore | Macon Blair                                                   | Netflix / XYZ Films                                                                                           | komedie, thriller                              | USA                                       | [ 14 ]        |
| L E D E N   | 20       | The Resurrection of Gavin Stone            | Dallas Jenkins                                                | Blumhouse Productions / WWE Studios / Walden Media                                                            | komedie, drama                                 | USA                                       | [ 15 ]        |
| L E D E N   | 20       | Pěkně blbě                                 | Michael Showalter                                             | Lionsgate | romantický, komedie, drama                     | USA                                       | [ 16 ]        |
| L E D E N   | 20       | The Discovery                              | Charlie McDowell                                              | Netflix | romantický, sci-fi, drama                      | USA                                       | [ 17 ]        |
| L E D E N   | 21       | Before I Fall                              | Ry Russo-Young                                                | Open Road Films                                                                                               | drama                                          | USA                                       | [ 18 ]        |
| L E D E N   | 21       | Mudbound                                   | Dee Rees                                                      | Elevated Films / Joule Films                                                                                  | drama                                          | USA                                       | [ 19 ]        |
| L E D E N   | 22       | T2 Trainspotting                           | Danny Boyle                                                   | TriStar Pictures                                                                                              | komedie, kriminální, drama                     | Spojené království                        | [ 20 ] [ 21 ] |
| L E D E N   | 22       | Wilson                                     | Craig Johnson                                                 | Fox Searchlight Pictures                                                                                      | komedie, drama                                 | USA                                       | [ 22 ] [ 23 ] |
| L E D E N   | 22       | Přízrak                                    | David Lowery                                                  | A24 | drama                                          | USA                                       | [ 24 ]        |
| L E D E N   | 22       | XX                                         | Jovanka Vuckovic, Annie Clark, Roxanne Benjamin, Karyn Kusama | Magnet Releasing                                                                                              | horor                                          | USA                                       | [ 25 ]        |
| L E D E N   | 23       | Beatriz at Dinner                          | Miguel Arteta                                                 | Roadside Attractions                                                                                          | komedie, drama                                 | USA, Kanada                               | [ 26 ] [ 27 ] |
| L E D E N   | 23       | Brigsby Bear                               | Dave McCary                                                   | Sony Pictures Classics                                                                                        | komedie, drama                                 | USA                                       | [ 28 ]        |
| L E D E N   | 23       | Menaše                                     | Joshua Z. Weinstein                                           | A24 | drama                                          | USA                                       | [ 29 ]        |
| L E D E N   | 24       | Uteč                                       | Jordan Peele                                                  | Universal Pictures                                                                                            | horor                                          | USA                                       | [ 30 ] [ 31 ] |
| L E D E N   | 24       | The Last Word                              | Mark Pellington                                               | Bleecker Street                                                                                               | komedie                                        | USA                                       | [ 32 ]        |
| L E D E N   | 24       | Burning Sands                              | Gerard McMurray                                               | Netflix | drama                                          | USA                                       | [ 33 ]        |
| L E D E N   | 27       | Psí poslání                                | Lasse Hallström                                               | Universal Pictures / Amblin Entertainment / Walden Media                                                      | rodinný                                        | USA                                       | [ 34 ] [ 35 ] |
| L E D E N   | 27       | Lost in Florence                           | Evan Oppenheimer                                              | Orion Pictures                                                                                                | romantický, drama                              | Itálie, USA                               | [ 36 ]        |
| L E D E N   | 27       | iBoy                                       | Adam Randall                                                  | Netflix | akční, kriminální                              | USA                                       | [ 37 ]        |
| L E D E N   | 27       | The Incredible Jessica James               | James C. Strouse                                              | Netflix | komedie                                        | USA                                       |               |
| L E D E N   | 29       | LEGO Batman film                           | Chris McKay                                                   | Warner Bros. / Warner Animation Group / DC Entertainment / RatPac Entertainment                               | animovaný, komedie, akční                      | USA, Dánsko                               | [ 38 ] [ 39 ] |
| L E D E N   | 30       | John Wick 2                                | Chad Stahelski                                                | Summit Entertainment                                                                                          | akční, kriminální, thriller                    | USA                                       | [ 40 ] [ 41 ] |
| Ú N O R     | 3        | Kruhy                                      | F. Javier Gutiérrez                                           | Paramount Pictures                                                                                            | horor, thriller                                | USA                                       | [ 42 ] [ 43 ] |
| Ú N O R     | 3        | Vesmír mezi námi                           | Peter Chelsom                                                 | STX Entertainment                                                                                             | sci-fi, dobrodružný, romantický                | USA                                       | [ 44 ] [ 45 ] |
| Ú N O R     | 7        | Padesát odstínů temnoty                    | James Foley                                                   | Universal Pictures                                                                                            | drama, romantický                              | USA                                       | [ 46 ] [ 47 ] |
| Ú N O R     | 13       | Fist Fight                                 | Richie Keen                                                   | Warner Bros. / New Line Cinema / Village Roadshow Pictures                                                    | komedie                                        | USA                                       | [ 48 ] [ 49 ] |
| Ú N O R     | 17       | Logan: Wolverine                           | James Mangold                                                 | 20th Century Fox / Marvel Entertainment                                                                       | akční, dobrodružný, drama, superhrdinský       | USA                                       | [ 50 ] [ 51 ] |
| Ú N O R     | 18       | Sword Art Online The Movie: Ordinal Scale  | Tomohiko Itō                                                  | A-1 Pictures                                                                                                  | sci-fi, akční, fantasy, animovaný, dobrodružný | Japonsko                                  |               |
| Ú N O R     | 23       | Kráska a zvíře                             | Bill Condon                                                   | Walt Disney Pictures                                                                                          | fantasy, dobrodružný, romantický               | USA                                       | [ 52 ] [ 53 ] |
| Ú N O R     | 28       | Kong: Ostrov lebek                         | Jordan Vogt-Roberts                                           | Warner Bros. / Legendary Entertainment                                                                        | akční, dobrodružný, fantasy, sci-Fi            | USA, Spojené království                   | [ 54 ] [ 55 ] |
| B Ř E Z E N | 3        | Chatrč                                     | Stuart Hazeldine                                              | Summit Entertainment                                                                                          | drama                                          | USA                                       | [ 56 ] [ 57 ] |
| B Ř E Z E N | 3        | Stůl číslo 19                              | Jeffrey Blitz                                                 | Fox Searchlight Pictures                                                                                      | komedie                                        | USA                                       | [ 58 ] [ 59 ] |
| B Ř E Z E N | 8        | Úkryt v zoo                                | Niki Caro                                                     | Focus Features / Gramercy Pictures                                                                            | drama, válečný                                 | USA, Spojené království                   | [ 60 ] [ 61 ] |
| B Ř E Z E N | 10       | Song to Song                               | Terrence Malick                                               | Broad Green Pictures                                                                                          | drama, romantický                              | USA                                       | [ 62 ]        |
| B Ř E Z E N | 10       | The Ottoman Lieutenant                     | Joseph Ruben                                                  | Paladin | drama                                          | USA, Turecko                              | [ 63 ]        |
| B Ř E Z E N | 11       | Baby Driver                                | Edgar Wright                                                  | TriStar Pictures                                                                                              | akční, komedie, kriminální                     | USA, Spojené království                   | [ 64 ]        |
| B Ř E Z E N | 12       | Mimi šéf                                   | Tom McGrath                                                   | 20th Century Fox / DreamWorks Animation                                                                       | komedie, animovaný                             | USA                                       | [ 65 ] [ 66 ] |
| B Ř E Z E N | 12       | Atomic Blonde: Bez lítosti                 | David Leitch                                                  | Universal Pictures / Focus Features / Gramercy Pictures                                                       | akční, thriller, špionážní                     | Spojené království, Nizozemsko, Bulharsko | [ 67 ]        |
| B Ř E Z E N | 16       | Ghost in the Shell                         | Rupert Sanders                                                | Paramount Pictures / DreamWorks Pictures                                                                      | akční, dobrodružný, sci-fi, kriminální         | USA                                       |               |
| B Ř E Z E N | 17       | Atomica                                    | Dagen Merrill                                                 | Syfy Films | sci-fi, thriller                               | USA                                       | [ 68 ]        |
| B Ř E Z E N | 17       | All Nighter                                | Gavin Wiesen                                                  | Good Deed Entertainment                                                                                       | komedie                                        | USA                                       | [ 69 ] [ 70 ] |
| B Ř E Z E N | 18       | Život                                      | Daniel Espinosa                                               | Columbia Pictures                                                                                             | horor, sci-fi                                  | USA                                       | [ 71 ] [ 72 ] |
| B Ř E Z E N | 20       | CHiPs                                      | Dax Shepard                                                   | Warner Bros.                                                                                                  | akční, komedie                                 | USA                                       | [ 73 ] [ 74 ] |
| B Ř E Z E N | 22       | Power Rangers: Strážci vesmíru             | Dean Israelite                                                | Lionsgate / Saban Capital Group                                                                               | akční, dobrodružný, komedie, superhrdinský     | USA                                       | [ 75 ] [ 76 ] |
| B Ř E Z E N | 30       | Loupež ve velkém stylu                     | Zach Braff                                                    | Warner Bros. Pictures / New Line Cinema / Village Roadshow Pictures / RatPac Entertainment / De Line Pictures | komedie, kriminální                            | USA                                       | [ 77 ] [ 78 ] |

### Duben – červen
| Datum       | Datum | Název                                            | Režie                           | Studio                                                                  | Žánr                                              | Země                               | Zdroj           |
| ----------- | ----- | ------------------------------------------------ | ------------------------------- | ----------------------------------------------------------------------- | ------------------------------------------------- | ---------------------------------- | --------------- |
| D U B E N   | 5     | Šmoulové: Zapomenutá vesnice                     | Kelly Asbury                    | Columbia Pictures / Sony Pictures Animation                             | animovaný, fantasy, komedie, rodinný              | USA                                | [ 79 ] [ 80 ]   |
| D U B E N   | 7     | The Case for Christ                              | Jon Gunn                        | Pure Flix Entertainment                                                 | drama                                             | USA                                | [ 81 ]          |
| D U B E N   | 7     | Velký dar                                        | Marc Webb                       | Fox Searchlight Pictures                                                | drama                                             | USA                                | [ 82 ] [ 83 ]   |
| D U B E N   | 7     | Aftermath                                        | Elliott Lester                  | Lionsgate Premiere                                                      | drama, thriller                                   | USA                                | [ 84 ]          |
| D U B E N   | 10    | Strážci Galaxie Vol. 2                           | James Gunn                      | Marvel Studios                                                          | komedie, superhrdinský, sci-fi, dobrodružný       | USA                                | [ 85 ]          |
| D U B E N   | 14    | The Outcasts                                     | Peter Hutchings                 | Swen Group                                                              | komedie                                           | USA                                | [ 86 ] [ 87 ]   |
| D U B E N   | 21    | Unforgettable                                    | Denise Di Novi                  | Warner Bros.                                                            | thriller                                          | USA                                | [ 88 ] [ 89 ]   |
| D U B E N   | 22    | The Lovers                                       | Azazel Jacobs                   | A24                                                                     | komedie, romantický                               | USA                                | [ 90 ] [ 91 ]   |
| D U B E N   | 26    | The Circle                                       | James Ponsoldt                  | STX Entertainment / EuropaCorp / Image Nation / Playtone / Likely Story | sci-fi, drama                                     | USA                                | [ 92 ] [ 93 ]   |
| D U B E N   | 28    | Milovník po přechodu                             | Ken Marino                      | Pantelion Films                                                         | komedie                                           | USA                                | [ 94 ]          |
| D U B E N   | 28    | Baahubali 2: The Conclusion                      | S. S. Rajamouli                 | Arka Media Works                                                        | akční, drama, romantický                          | Indie                              | [ 95 ]          |
| D U B E N   | 29    | It Comes at Night                                | Trey Edward Shults              | A24                                                                     | horor, mysteriózní                                | USA                                | [ 96 ]          |
| K V Ě T E N | 2     | Snatched                                         | Jonathan Levine                 | 20th Century Fox                                                        | komedie                                           | USA                                | [ 97 ] [ 98 ]   |
| K V Ě T E N | 4     | Vetřelec: Covenant                               | Ridley Scott                    | 20th Century Fox                                                        | sci-fi, horor                                     | USA, Spojené království            | [ 99 ]          |
| K V Ě T E N | 8     | Král Artuš: Legenda o meči                       | Guy Ritchie                     | Warner Bros. / Village Roadshow Pictures                                | akční, dobrodružný, epický                        | USA, Spojené království, Austrálie | [ 100 ] [ 101 ] |
| K V Ě T E N | 11    | Piráti z Karibiku: Salazarova pomsta             | Joachim Rønning, Espen Sandberg | Walt Disney Pictures / Jerry Bruckheimer Films                          | akční, dobrodružný, fantasy, komedie              | USA                                | [ 102 ] [ 103 ] |
| K V Ě T E N | 12    | The Wall                                         | Doug Liman                      | Roadside Attractions                                                    | drama, thriller                                   | USA                                | [ 104 ] [ 105 ] |
| K V Ě T E N | 13    | Pobřežní hlídka                                  | Seth Gordon                     | Paramount Pictures                                                      | komedie                                           | USA                                | [ 106 ] [ 107 ] |
| K V Ě T E N | 15    | Wonder Woman                                     | Patty Jenkins                   | Warner Bros. / DC Entertainment                                         | akční, dobrodružný, drama, superhrdinský, fantasy | USA                                | [ 108 ] [ 109 ] |
| K V Ě T E N | 19    | Deník malého poseroutky: Výlet za všechny peníze | David Bowers                    | 20th Century Fox                                                        | komedie, rodinný                                  | USA                                | [ 110 ]         |
| K V Ě T E N | 19    | Všechno úplně všechno                            | Stella Meghie                   | Warner Bros. Pictures / Metro-Goldwyn-Mayer                             | drama, romantický                                 | USA                                | [ 111 ] [ 112 ] |
| K V Ě T E N | 19    | L'amant d'un jour                                | Philippe Garrel                 | SBS Productions                                                         | drama                                             | Francie                            | [ 113 ]         |
| K V Ě T E N | 19    | Okja                                             | Bong Joon-ho                    | Netflix                                                                 | drama, fantasy, akční, dobrodružný                | USA, Jižní Korea                   | [ 64 ]          |
| K V Ě T E N | 21    | Kapitán Bombarďák ve filmu                       | David Soren, Rob Letterman      | 20th Century Fox / DreamWorks Animation                                 | rodinný, komedie, animovaný, akční                | USA                                | [ 114 ]         |
| K V Ě T E N | 22    | Mumie                                            | Alex Kurtzman                   | Universal Pictures / K/O Paper Products                                 | akční, horor, dobrodružný                         | USA                                | [ 115 ] [ 116 ] |
| K V Ě T E N | 23    | Auta 3                                           | Brian Fee                       | Walt Disney Pictures / Pixar                                            | komedie, animovaný, závodní                       | USA                                | [ 117 ] [ 118 ] |
| K V Ě T E N | 24    | Oklamaný                                         | Sofia Coppola                   | Focus Features / Gramercy Pictures                                      | drama, western                                    | USA                                | [ 119 ] [ 120 ] |
| K V Ě T E N | 26    | Buena Vista Social Club: Adios                   | Lucy Walker                     | Broad Green Pictures                                                    | dokumentární                                      | USA                                | [ 121 ]         |
| K V Ě T E N | 26    | War Machine                                      | David Michôd                    | Netflix                                                                 | drama, komedie                                    | USA                                | [ 122 ]         |
| Č E R V E N | 5     | Megan Leavey                                     | Gabriela Cowperthwaite          | Bleecker Street                                                         | životopisný, válečný                              | USA                                | [ 123 ]         |
| Č E R V E N | 9     | Moje sestřenice Rachel                           | Roger Michell                   | Fox Searchlight Pictures                                                | drama                                             | USA, Spojené království            | [ 124 ]         |
| Č E R V E N | 12    | Holky na tahu                                    | Lucia Aniello                   | Columbia Pictures                                                       | komedie                                           | USA                                | [ 125 ] [ 126 ] |
| Č E R V E N | 14    | All Eyez on Me                                   | Benny Boom                      | Summit Entertainment / Morgan Creek Productions                         | životopisný, drama                                | USA                                | [ 127 ] [ 128 ] |
| Č E R V E N | 14    | The Book of Henry                                | Colin Trevorrow                 | Focus Features / Gramercy Pictures                                      | drama                                             | USA                                | [ 129 ]         |
| Č E R V E N | 14    | Já, padouch 3                                    | Pierre Coffin, Kyle Balda       | Universal Pictures / Illumination Entertainment                         | komedie                                           | USA                                | [ 130 ] [ 131 ] |
| Č E R V E N | 16    | 47 metrů                                         | Johannes Roberts                | Entertainment Studios                                                   | horor                                             | USA                                | [ 132 ]         |
| Č E R V E N | 18    | Transformers: Poslední rytíř                     | Michael Bay                     | Paramount Pictures                                                      | akční, dobrodružný, sci-fi                        | USA                                | [ 133 ] [ 134 ] |
| Č E R V E N | 26    | The House                                        | Andrew J. Cohen                 | Warner Bros. / New Line Cinema / Village Roadshow Pictures              | komedie                                           | USA                                | [ 135 ] [ 136 ] |
| Č E R V E N | 28    | Spider-Man: Homecoming                           | Jon Watts                       | Columbia Pictures / Marvel Studios                                      | akční, superhrdinský, dobrodružný, komedie        | USA                                | [ 24 ]          |
| Č E R V E N | 30    | 2:22                                             | Paul Currie                     | Magnet Releasing                                                        | drama, thriller                                   | USA, Austrálie                     | [ 137 ]         |
| Č E R V E N | 30    | Inconceivable                                    | Jonathan Baker                  | Lionsgate Premiere                                                      | drama, thriller                                   | USA                                | [ 138 ]         |

### Červenec – září
| Premiéra        | Premiéra | Název                                               | Režie                                | Studio                                                                                            | Žánr                                              | Země                     | Zdroj   |
| --------------- | -------- | --------------------------------------------------- | ------------------------------------ | ------------------------------------------------------------------------------------------------- | ------------------------------------------------- | ------------------------ | ------- |
| Č E R V E N E C | 10       | Válka o planetu opic                                | Matt Reeves                          | 20th Century Fox                                                                                  | sci-fi, drama, akční, dobrodružný                 | USA                      | [ 139 ] |
| Č E R V E N E C | 13       | Dunkerk                                             | Christopher Nolan                    | Warner Bros. Pictures / Syncopy Inc.                                                              | dobrodružný, thriller, válečný, historický, akční | Spojené království       | [ 140 ] |
| Č E R V E N E C | 14       | Wish Upon                                           | John Leonetti                        | Broad Green Pictures / Orion Pictures                                                             | thriller, horor                                   | USA, Kanada              | [ 141 ] |
| Č E R V E N E C | 17       | Valerian a město tisíce planet                      | Luc Besson                           | STX Entertainment / EuropaCorp                                                                    | akční, sci-fi, dobrodružný                        | USA, Francie             | [ 142 ] |
| Č E R V E N E C | 21       | Girls Trip                                          | Malcolm D. Lee                       | Universal Pictures / Perfect World Pictures / Will Packer Productions                             | komedie, romantický                               | USA                      | [ 143 ] |
| Č E R V E N E C | 21       | First Kill                                          | Steven C. Miller                     | Lionsgate Premiere                                                                                | akční, thriller                                   | USA                      | [ 144 ] |
| Č E R V E N E C | 25       | Detroit                                             | Kathryn Bigelow                      | Annapurna Pictures                                                                                | drama, kriminální                                 | USA                      | [ 145 ] |
| Č E R V E N E C | 28       | Emoji ve filmu                                      | Tony Leondis                         | Columbia Pictures / Sony Pictures Animation                                                       | animovaný, komedie, dobrodružný                   | USA                      | [ 146 ] |
| S R P E N       | 4        | Armed Response                                      | John Stockwell                       | Saban Films / WWE Films                                                                           | thriller, sci-fi, akční                           | USA                      | [ 147 ] |
| S R P E N       | 9        | Loganovi parťáci                                    | Steven Soderbergh                    | Bleecker Street / FilmNation Entertainment                                                        | komedie                                           | USA                      | [ 148 ] |
| S R P E N       | 9        | The Glass Castle                                    | Destin Daniel Cretton                | Lionsgate                                                                                         | drama                                             | USA                      | [ 149 ] |
| S R P E N       | 11       | Velká oříšková loupež 2                             | Cal Brunker                          | Open Road Films / ToonBox Entertainment                                                           | animovaný, komedie                                | USA, Kanada, Jižní Korea | [ 150 ] |
| S R P E N       | 11       | Whose Streets?                                      | Sabaah Folayan, Damon Davis          | Magnolia Pictures                                                                                 | dokumentární                                      | USA                      | [ 151 ] |
| S R P E N       | 11       | The Only Living Boy in New York                     | Marc Webb                            | Amazon Studios / Roadside Attractions                                                             | drama                                             | USA                      | [ 152 ] |
| S R P E N       | 25       | All Saints                                          | Steve Gomer                          | Affirm Films / Provident Films                                                                    | drama                                             | USA                      | [ 153 ] |
| S R P E N       | 25       | Leatherface                                         | Julien Maury a Alexandre Bustillo    | Lionsgate / Millennium Films / DirecTV                                                            | horor, thriller                                   | USA                      | [ 154 ] |
| Z Á Ř Í         | 1        | Nejtemnější hodina                                  | Joe Wright                           | Focus Features / Perfect World Pictures / Working Title Films                                     | drama, válečný, životopisný                       | USA, Spojené království  | [ 155 ] |
| Z Á Ř Í         | 1        | Lady Bird                                           | Greta Gerwig                         | A24                                                                                               | drama, komedie                                    | USA                      | [ 156 ] |
| Z Á Ř Í         | 1        | Hvězdy neumírají v Liverpoolu                       | Paul McGuigan                        | Sony Pictures Classics / Lionsgate / Eon Productions / IM Global                                  | romantický, drama, životopisný                    | USA, Spojené království  | [ 157 ] |
| Z Á Ř Í         | 2        | Souboj pohlaví                                      | Jonathan Dayton a Valerie Faris      | Fox Searchlight Pictures / TSG Entertainment                                                      | komedie, drama, životopisný, sport                | USA                      | [ 157 ] |
| Z Á Ř Í         | 2        | Blok 99                                             | S. Craig Zahler                      | RLJ Entertainment                                                                                 | drama, akční, thriller                            | USA                      | [ 158 ] |
| Z Á Ř Í         | 2        | Suburbicon: Temné předměstí                         | George Clooney                       | Paramount Pictures                                                                                | drama, komedie, kriminální, mysteriózní, thriller | USA                      | [ 159 ] |
| Z Á Ř Í         | 3        | Viktorie a Abdul                                    | Stephen Frears                       | Focus Features / Perfect World Pictures / BBC Films / Working Title Films                         | drama, životopisný                                | Spojené království, USA  | [ 160 ] |
| Z Á Ř Í         | 4        | Tři billboardy kousek za Ebbingem                   | Martin McDonagh                      | Fox Searchlight Pictures                                                                          | komedie, kriminální, drama, thriller              | USA                      | [ 161 ] |
| Z Á Ř Í         | 5        | To                                                  | Andrés Muschietti                    | Warner Bros. Pictures / New Line Cinema / RatPac Entertainment                                    | horor, fantasy, drama                             | USA                      | [ 162 ] |
| Z Á Ř Í         | 5        | matka!                                              | Darren Aronofsky                     | Paramount Pictures                                                                                | drama, horor                                      | USA                      | [ 163 ] |
| Z Á Ř Í         | 7        | Los Buscadores                                      | Juan Carlos Maneglia, Tana Schémbori | Maneglia Schémbori Realizaciones                                                                  | dobrodružný                                       | Portugalsko              | [ 164 ] |
| Z Á Ř Í         | 8        | Já, Tonya                                           | Craig Gillespie                      | Neon                                                                                              | drama, životopisný                                | USA                      | [ 165 ] |
| Z Á Ř Í         | 8        | Velká hra                                           | Aaron Sorkin                         | STX Entertainment                                                                                 | drama, kriminální, životopisný                    | USA                      | [ 166 ] |
| Z Á Ř Í         | 8        | 9/11                                                | Martin Guigui                        | Atlas Distribution Company                                                                        | drama                                             | USA                      |         |
| Z Á Ř Í         | 8        | Gun Shy                                             | Simon West                           | Saban Films                                                                                       | akční                                             | USA                      | [ 167 ] |
| Z Á Ř Í         | 8        | Mark Felt: The Man Who Brought Down the White House | Peter Landesman                      | Sony Pictures Classics / Mandalay Pictures                                                        | životopisný, drama, thriller                      | USA                      | [ 168 ] |
| Z Á Ř Í         | 8        | Silnější                                            | David Gordon Green                   | Lionsgate Films / Roadside Attractions / Bold Films / Mandeville Films / Nine Stories Productions | životopisný, drama                                | USA                      | [ 169 ] |
| Z Á Ř Í         | 9        | Hora mezi námi                                      | Hany Abu-Assad                       | 20th Century Fox / Chernin Entertainment                                                          | romantický, katastrofický                         | USA                      | [ 170 ] |
| Z Á Ř Í         | 9        | Outrage: Saišúšó                                    | Takeši Kitano                        | Warner Bros. Pictures                                                                             | drama, kriminální                                 | Japonsko                 | [ 171 ] |
| Z Á Ř Í         | 9        | Professor Marston and the Wonder Women              | Angela Robinson                      | Annapurna Pictures                                                                                | životopisný, drama                                | USA                      | [ 172 ] |
| Z Á Ř Í         | 9        | Brad's Status                                       | Mike White                           | Amazon Studios                                                                                    | komedie                                           | USA                      | [ 173 ] |
| Z Á Ř Í         | 10       | Roman J. Israel, Esq.                               | Dan Gilroy                           | Columbia Pictures / Cross Creek Pictures / Image Nation / Escape Artists                          | drama                                             | USA                      | [ 174 ] |
| Z Á Ř Í         | 11       | Nádech pro lásku                                    | Andy Serkis                          | Bleecker Street / Participant Media / The Imaginarium Studios                                     | životopisný, drama                                | USA                      | [ 175 ] |
| Z Á Ř Í         | 15       | Americký zabiják                                    | Michael Cuesta                       | CBS Films                                                                                         | akční, thriller                                   | USA                      | [ 176 ] |
| Z Á Ř Í         | 18       | Kingsman: Zlatý kruh                                | Matthew Vaughn                       | 20th Century Fox / Marv Films                                                                     | akční, dobrodružný, komedie                       | USA, Spojené království  | [ 177 ] |
| Z Á Ř Í         | 20       | Marshall                                            | Reginald Hudlin                      | Open Road Films                                                                                   | životopisný, drama, thriller                      | USA                      | [ 178 ] |
| Z Á Ř Í         | 20       | Sbohem Kryštůfku Robine                             | Simon Curtis                         | Fox Searchlight Pictures                                                                          | životopisný, drama                                | USA                      |         |
| Z Á Ř Í         | 22       | Woodshock                                           | Sestry Mulleavyovy                   | A24                                                                                               | drama                                             | USA                      | [ 179 ] |
| Z Á Ř Í         | 24       | The Foreigner                                       | Martin Campbell                      | STX Entertainment / Huayi Brothers Pictures                                                       | akční, thriller                                   | Spojené království, Čína | [ 180 ] |
| Z Á Ř Í         | 26       | Jeepers Creepers 3                                  | Victor Salva                         | American Zoetrope / Myriad Pictures                                                               | horor                                             | USA                      | [ 181 ] |
| Z Á Ř Í         | 28       | Last Flag Flying                                    | Richard Linklater                    | Amazon Studios                                                                                    | komedie, drama                                    | USA                      | [ 182 ] |
| Z Á Ř Í         | 29       | Hráči se smrtí                                      | Niels Arden Oplev                    | Columbia Pictures / Cross Creek Pictures                                                          | horor, sci-fi, drama                              | USA                      | [ 183 ] |

### Říjen – prosinec
| Datum           | Datum | Název                          | Režie                      | Studio                                                                                             | Žánr                                                        | Země               | Zdroj   |
| --------------- | ----- | ------------------------------ | -------------------------- | -------------------------------------------------------------------------------------------------- | ----------------------------------------------------------- | ------------------ | ------- |
| Ř Í J E N       | 5     | Blade Runner 2049              | Denis Villeneuve           | Warner Bros. Pictures / Columbia Pictures / Alcon Entertainment                                    | neo-noir, sci-fi, thriller, mysteriózní                     | USA                | [ 184 ] |
| Ř Í J E N       | 7     | Sněhulák                       | Tomas Alfredson            | Universal Pictures / Perfect World Pictures / Working Title Films                                  | drama, horor, thriller, kriminální, mysteriózní             | Spojené království | [ 185 ] |
| Ř Í J E N       | 8     | Only the Brave                 | Joseph Kosinski            | Columbia Pictures                                                                                  | akční, životopisný, drama                                   | USA                | [ 186 ] |
| Ř Í J E N       | 10    | Thor: Ragnarok                 | Taika Waititi              | Marvel Studios                                                                                     | superhrdinský, akční, fantasy, komedie, sci-fi, dobrodružný | USA                | [ 187 ] |
| Ř Í J E N       | 13    | Všechno nejhorší               | Christopher B. Landon      | Universal Pictures / Blumhouse Productions                                                         | mysteriózní, horor, thriller                                | USA                | [ 188 ] |
| Ř Í J E N       | 13    | Blood Money                    | Lucky McKee                | Saban Films                                                                                        | drama, kriminální                                           | USA                | [ 189 ] |
| Ř Í J E N       | 14    | Kolo zázraků                   | Woody Allen                | Amazon Studios                                                                                     | drama, kriminální                                           | USA                | [ 190 ] |
| Ř Í J E N       | 15    | Thank You for Your Service     | Jason Hall                 | Universal Pictures / DreamWorks Pictures / Reliance Entertainment                                  | válečný, drama, životopisný                                 | USA                | [ 191 ] |
| Ř Í J E N       | 20    | Geostorm: Globální nebezpečí   | Dean Devlin                | Warner Bros. Pictures / Skydance Media / RatPac Entertainment                                      | akční, sci-fi, thriller                                     | USA                | [ 192 ] |
| Ř Í J E N       | 20    | Boo 2! A Madea Halloween       | Tyler Perry                | Lionsgate / Tyler Perry Studios                                                                    | komedie, horor                                              | USA                | [ 193 ] |
| Ř Í J E N       | 20    | Same Kind of Different as Me   | Michael Carney             | Paramount Pictures / Pure Flix Entertainment                                                       | drama                                                       | USA                | [ 194 ] |
| Ř Í J E N       | 20    | Coco                           | Lee Unkrich, Adrian Molina | Walt Disney Pictures / Pixar                                                                       | animovaný, fantasy, muzikální, mysteriózní                  | USA                | [ 195 ] |
| Ř Í J E N       | 26    | Liga spravedlnosti             | Zack Snyder                | Warner Bros. Pictures / RatPac Entertainment / DC Entertainment                                    | superhrdinský, akční, fantasy, sci-fi, dobrodružný          | USA                | [ 109 ] |
| Ř Í J E N       | 27    | Jigsaw                         | Bratři Spierigové          | Lionsgate Films / Twisted Pictures                                                                 | kriminální, horor, thriller, mysteriózní                    | USA                | [ 196 ] |
| Ř Í J E N       | 27    | The Unknown Soldier            | Aku Louhimies              | SF Studios                                                                                         | válečný, drama                                              | Finsko             | [ 197 ] |
| Ř Í J E N       | 28    | Amityville: Probuzení          | Franck Khalfoun            | Dimension Films / Blumhouse Productions                                                            | thriller, horor                                             | USA                | [ 198 ] |
| Ř Í J E N       | 30    | Matky na tahu o Vánocích       | Jon Lucas                  | STX Entertainment / Huayi Brothers Pictures                                                        | komedie                                                     | USA                | [ 199 ] |
| L I S T O P A D | 2     | Vražda v Orient expresu        | Kenneth Branagh            | 20th Century Fox / Genre Films / Scott Free Productions                                            | mysteriózní, kriminální, drama                              | USA                | [ 200 ] |
| L I S T O P A D | 5     | Táta je doma 2                 | Sean Anders                | Paramount Pictures / Gary Sanchez Productions                                                      | komedie                                                     | USA                | [ 201 ] |
| L I S T O P A D | 5     | Paddington 2                   | Paul King                  | StudioCanal / Heyday Films                                                                         | animovaný, dobrodružný, rodinný, komedie                    | Spojené království | [ 202 ] |
| L I S T O P A D | 10    | Mayhem                         | Joe Lynch                  | RLJE Films                                                                                         | akční, komedie, horor                                       | USA                | [ 203 ] |
| L I S T O P A D | 10    | The Man Who Invented Christmas | Bharat Nalluri             | Bleecker Street                                                                                    | životopisný, drama                                          | USA                | [ 204 ] |
| L I S T O P A D | 12    | The Star                       | Timothy Reckart            | Columbia Pictures / Sony Pictures Animation / Walden Media / Affirm Films / The Jim Henson Company | animovaný, dobrodružný, komedie                             | USA                | [ 205 ] |
| L I S T O P A D | 14    | Wonder                         | Stephen Chbosky            | Lionsgate / Participant Media / Walden Media / Mandeville Films                                    | drama                                                       | USA                | [ 206 ] |
| L I S T O P A D | 30    | Ladíme 3                       | Trish Sie                  | Universal Pictures                                                                                 | muzikální, komedie                                          | USA                | [ 207 ] |
| P R O S I N E C | 5     | Jumanji: Vítejte v džungli!    | Jake Kasdan                | Columbia Pictures                                                                                  | akční, fantasy, dobrodružný, komedie                        | USA                | [ 208 ] |
| P R O S I N E C | 8     | Just Getting Started           | Ron Shelton                | Broad Green Pictures                                                                               | akční, komedie                                              | USA                | [ 209 ] |
| P R O S I N E C | 8     | Největší showman               | Michael Gracey             | 20th Century Fox / Chernin Entertainment                                                           | drama, muzikál, životopisný                                 | USA                | [ 210 ] |
| P R O S I N E C | 9     | Star Wars: Poslední z Jediů    | Rian Johnson               | Lucasfilm Ltd.                                                                                     | akční, sci-fi, fantasy, dobrodružný                         | USA                | [ 211 ] |
| P R O S I N E C | 10    | Ferdinand                      | Carlos Saldanha            | 20th Century Fox / Blue Sky Studios                                                                | animovaný, dobrodružný, komedie, drama, rodinný             | USA                | [ 212 ] |
| P R O S I N E C | 11    | Nit z přízraků                 | Paul Thomas Anderson       | Focus Features / Annapurna Pictures                                                                | drama                                                       | USA                | [ 213 ] |
| P R O S I N E C | 13    | Father Figures                 | Lawrence Sher              | Warner Bros. Pictures / Alcon Entertainment                                                        | komedie                                                     | USA                | [ 214 ] |
| P R O S I N E C | 13    | Bright                         | David Ayer                 | Netflix                                                                                            | akční, fantasy, sci-fi                                      | USA                | [ 215 ] |
| P R O S I N E C | 14    | Akta Pentagon: Skrytá válka    | Steven Spielberg           | 20th Century Fox / DreamWorks Pictures / Amblin Entertainment                                      | drama, thriller, historický, životopisný                    | USA                | [ 216 ] |
| P R O S I N E C | 15    | Beyond Skyline                 | Liam O'Donnell             | Vertical Entertainment                                                                             | thriller, sci-fi, akční                                     | USA                | [ 217 ] |
| P R O S I N E C | 18    | Všechny prachy světa           | Ridley Scott               | TriStar Pictures                                                                                   | životopisný, kriminální, drama                              | USA                | [ 218 ] |